# Wawrzyniec Sielski
Wawrzyniec Zygmunt Sielski (ur. 30 kwietnia 1874 w Piorunowie, zm. 17 lutego 1936 w Wyszynie) – polski ziemianin, sędzia pokoju, polityk i działacz społeczny, poseł na Sejm I kadencji w II RP z ramienia Związku Ludowo-Narodowego. 

## Życiorys
Ukończył szkołę realną w Kaliszu. 
Był właścicielem majątku Wyszna i ruin zamku w tej miejscowości. Od 1902 był sędzią gminnym, a następnie sędzią pokoju we Władysławowie i Turku. Był członkiem rzeczywistym Towarzystwa Popierania Przemysłu Ludowego w Królestwie Polskim. Członek rady gminnej oraz sejmiku i wydziału powiatowego konińskiego. Przewodniczył lokalnemu dozorowi szkolnemu i kółku rolniczemu. Pisywał artykuły do pism rolniczych m.in. do „Zorzy”. Był członkiem powiatowego zarządu Polskiego Czerwonego Krzyża. Prezesował zarządowi Hurtowni Polskiej w Koninie. W wyborach w 1922 uzyskał mandat posła z listy nr 8 (Chrześcijański Związek Jedności Narodowej) w okręgu nr 15 (Konin). W Sejmie był sekretarzem Komisji do Walki z Drożyzną. Zrzekł się mandatu w marcu 1924. Został zastąpiony przez posła Marcina Rocha (ChNSP). Był członkiem władz okręgowych Związku Ludowo-Narodowego i Rady Naczelnej ZLN, a następnie Stronnictwa Narodowego. Jako szef konińskiego oddziału Stronnictwa Narodowego wielokrotnie inicjował zajścia antyżydowskie i wzywał do bojkotu ekonomicznego Żydów. Należał także do narodowego Zjednoczenia Zawodowego „Praca Polska”.  

### Zamieszki w Wyszynie i śmierć
Od stycznia 1936 w okolicach Wyszyny odbywały się rozruchy polegające na niedopuszczaniu Żydów do handlowania na lokalnych targach. W lutym doszło do starć z policją, w których zginęło 5 chłopów. 14 lutego policja postanowiła zatrzymać prowodyrów tych zajść, w tym m.in. Wawrzyńca Sielskiego. Do jego dworku udało się 40 policjantów, a kolejny oddział miał przeprowadzać rewizje w okolicach Władysławowa. Sielski zdołał zmobilizować 1500 swoich zwolenników uzbrojonych w widły, kłonice i drągi. Doszło do starcia z policją zakończonego wycofaniem się oddziałów w kierunku Konina. 16 lutego zadecydowano o zatrzymaniu lokalnych przywódców buntu, a Sielskiego postanowiono umieścić w Berezie Kartuskiej. Ponowiono próbę zatrzymania Sielskiego w Wyszynie, jednak tym razem ściągnięto kompanię rezerwy pieszej policji z Żyrardowa oraz pluton rezerwy pieszej i konnej z Łodzi. 17 lutego o 6:30 rano policja zaskoczyła zwolenników Sielskiego zabarykadowanych w jego dworze. Padły strzały z wewnątrz budynku. Policjanci w kamizelkach kuloodpornych zaczęli rąbać liczne barykady utworzone w pokojach dworskich. Wrzucono również granaty z gazem łzawiącym. W końcu stłoczeni w ostatnim pokoju obrońcy poddali się. W trakcie akcji policji Sielski został postrzelony przez policjanta w okolicę serca i wkrótce zmarł. 
Został pochowany pod osłoną nocy na cmentarzu w Koninie. Z nakazu władz w pogrzebie uczestniczyła tylko najbliższa rodzina. 

## Rodzina
Był synem Teodora Sielskiego, ziemianina, i Florentyny z Durzyńskich. Ożenił się z Kazimierą Tylman. Miał syna Tadeusza i córkę Zofię. 

## Publikacje
- Kto zwycięży?: obrazek wzięty z życia w powiatowym mieście Koninie w okresie przedwyborczym (1922)[17]
- Gospodarstwo przemysłowe: książka napisana przez właściciela średniego gospodarstwa dla mniejszych i średnich posiadaczy rolnych, a oparta na spostrzeżeniach i własnych doświadczeniach autora (1928)[18]